# Susan Tyrrell
Susan Tyrrell, talvolta indicata come Susan Tyrell (San Francisco, 18 marzo 1945 – Austin, 16 giugno 2012), è stata un'attrice statunitense.

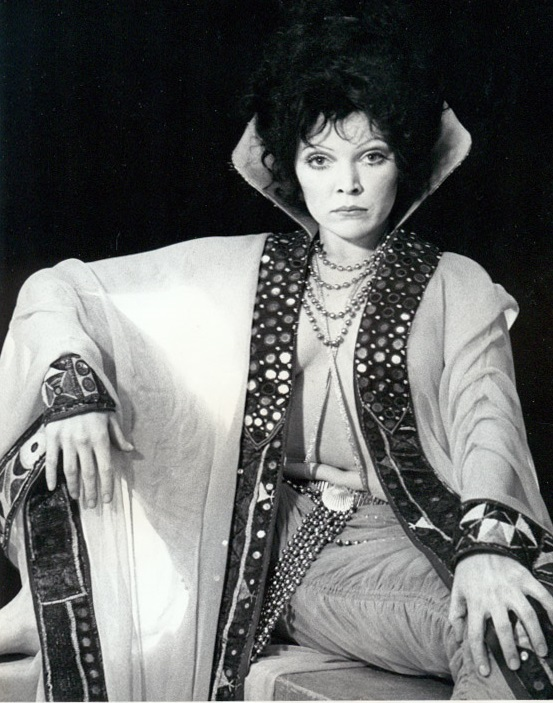
Susan Tyrrell

È principalmente nota per l'interpretazione nel ruolo di Oma nel film Città amara - Fat City (1972) di John Huston, che le valse la candidatura all'Oscar alla miglior attrice non protagonista ai Premi Oscar 1973. Un'altra sua interpretazione di rilievo fu quella di Ramona Rickettes nel film Cry Baby (1990).

## Biografia
Iniziò l'attività di attrice con piccoli lavori sul palcoscenico. Approdata a New York, lavorò sempre in teatro in commedie di rilievo come The Rimers of Eldritch, Cactus Flower, King Lear, Camino Real e The Time of Your Life.
Dopo aver debuttato sul grande schermo nel film Shoot Out (1971), venne chiamata ad interpretare il ruolo di Oma in Città amara. Nel 1977 fu la voce narrante di Wizards, film d'animazione di Ralph Bakshi. Sempre nel 1977 vinse il Saturn Award per la miglior attrice non protagonista per il film Il male di Andy Warhol.
Nei primi anni 2000 Tyrrell perse l'uso delle gambe a causa di una rara forma di Trombocitemia essenziale. Continuò tuttavia a recitare, apparendo nel ruolo di Ella, la chiromante di Masked and Anonymous (2003), e in quello della sacerdotessa, in The Devil's Due at Midnight (2004).
Tyrrell fu anche compositrice ed è stata autrice della canzone Witch's Egg, utilizzata nella colonna sonora di Forbidden Zone, film da lei interpretato nel 1980, in cui apparve il gruppo musicale Oingo Boingo (all'epoca conosciuto come The Mystic Knights of the Oingo Boingo).

## Filmografia parziale

### Cinema
- Il solitario di Rio Grande (Shoot Out), regia di Henry Hathaway (1971)
- Città amara - Fat City (Fat City), regia di John Huston (1972)
- Una donna chiamata moglie (Zandy's Bride), regia di Jan Troell (1974)
- Wizards, regia di Ralph Bakshi (1977)
- Isole nella corrente (Islands in the Stream), regia di Franklin J. Schaffner (1977)
- September 30, 1955, regia di James Bridges (1977)
- Il male di Andy Warhol (Bad), regia di Jed Johnson (1977)
- Un altro uomo, un'altra donna (Un autre homme, une autre chance), regia di Claude Lelouch (1977)
- Forbidden Zone, regia di Richard Elfman (1980)
- Storie di ordinaria follia, regia di Marco Ferreri (1981)
- Angel Killer (Angel), regia di Robert Vincent O'Neill (1984)
- L'amore e il sangue (Flesh+Blood), regia di Paul Verhoeven (1985)
- Il villaggio delle streghe (The Offspring), regia di Jeff Burr (1987)
- Big Top Pee-wee - La mia vita picchiatella (Big Top Pee-wee), regia di Randal Kleiser (1988)
- Lontano da casa (Far from Home), regia di Meiert Avis (1989)
- Cry Baby (Cry-Baby), regia di John Waters (1990)
- Motorama, regia di Barry Shils (1991)
- Powder - Un incontro straordinario con un altro essere (Powder), regia di Victor Salva (1995)
- Masked and Anonymous, regia di Larry Charles (2003)

### Televisione
- Mr. Novak – serie TV, episodio 2x12 (1964)
- Bonanza - serie TV, episodio 13x02 (1971)
- Un vero sceriffo (Nichols) – serie TV, un episodio (1971)
- Open All Night – serie TV, 12 episodi (1981-1982)
- MacGruder & Loud – serie TV, un episodio (1985)

## Riconoscimenti
- Premio Oscar
  - Premi Oscar 1973 – Candidatura alla miglior attrice non protagonista per Città amara - Fat City

## Doppiatrici italiane
- Flaminia Jandolo ne Il solitario di Rio Grande
- Rita Savagnone in Una donna chiamata moglie
- Solvejg D'Assunta in Città amara - Fat City
- Isa Bellini in Angel Killer
- Daniela Gatti in L'amore e il sangue
- Daniela Nobili in Cry Baby